# 近藤大亮
近藤 大亮（こんどう たいすけ、1991年5月29日 - ）は、大阪府堺市堺区出身のプロ野球選手（投手）。右投右打。読売ジャイアンツ所属。

## 経歴

### プロ入り前
堺市立錦綾小学校3年生のときに新浅香山ニュースターズで野球を始め、4年生から投手を務めた。堺市立浅香山中学校ではオール住之江（ヤングリーグ）でプレーし、3年夏には全国大会に出場。浪速高等学校では2年秋からエースを務め、府ベスト8に入った。3年夏は府ベスト16であり、甲子園出場経験は無し。
大阪商業大学への進学後は1年春から関西六大学野球のリーグ戦に登板したが、3年春までは度重なる故障に苦しんだ。ただ、ウエイトトレーニングに取り組むようになると、肩の痛みが癒えて球速もアップし、4年秋のリーグ戦では5勝0敗、リーグ2位の防御率1.18と圧巻の成績でチームを42季ぶりの優勝に導き、最優秀投手に輝いた。大学4年間ではリーグ戦通算13勝12敗。その後の関西地区大学野球選手権では、関西学院大学との2回戦でノーヒットノーランを達成。チームは同選手権初優勝を果たし、31年ぶり3度目の明治神宮大会への出場を決めた。同大会でもチームは31年ぶりの白星を挙げた。
大学卒業後にパナソニックへ入社すると、1年目から主要大会に登板し、日本選手権でも3試合に登板。2年目は夏に大阪ガスの補強選手として都市対抗に出場。9月に開催された第27回BFAアジア選手権には日本代表として出場した。
2015年10月22日に開催されたドラフト会議にて、オリックス・バファローズから2巡目で指名を受けた。12月9日に契約金8000万円・年俸1200万円（いずれも金額は推定）で仮契約した。背番号は20。なお、チームには同姓の近藤一樹が所属していたため、報道上の表記およびスコアボード上の表記は「近藤大」となる。

### オリックス時代

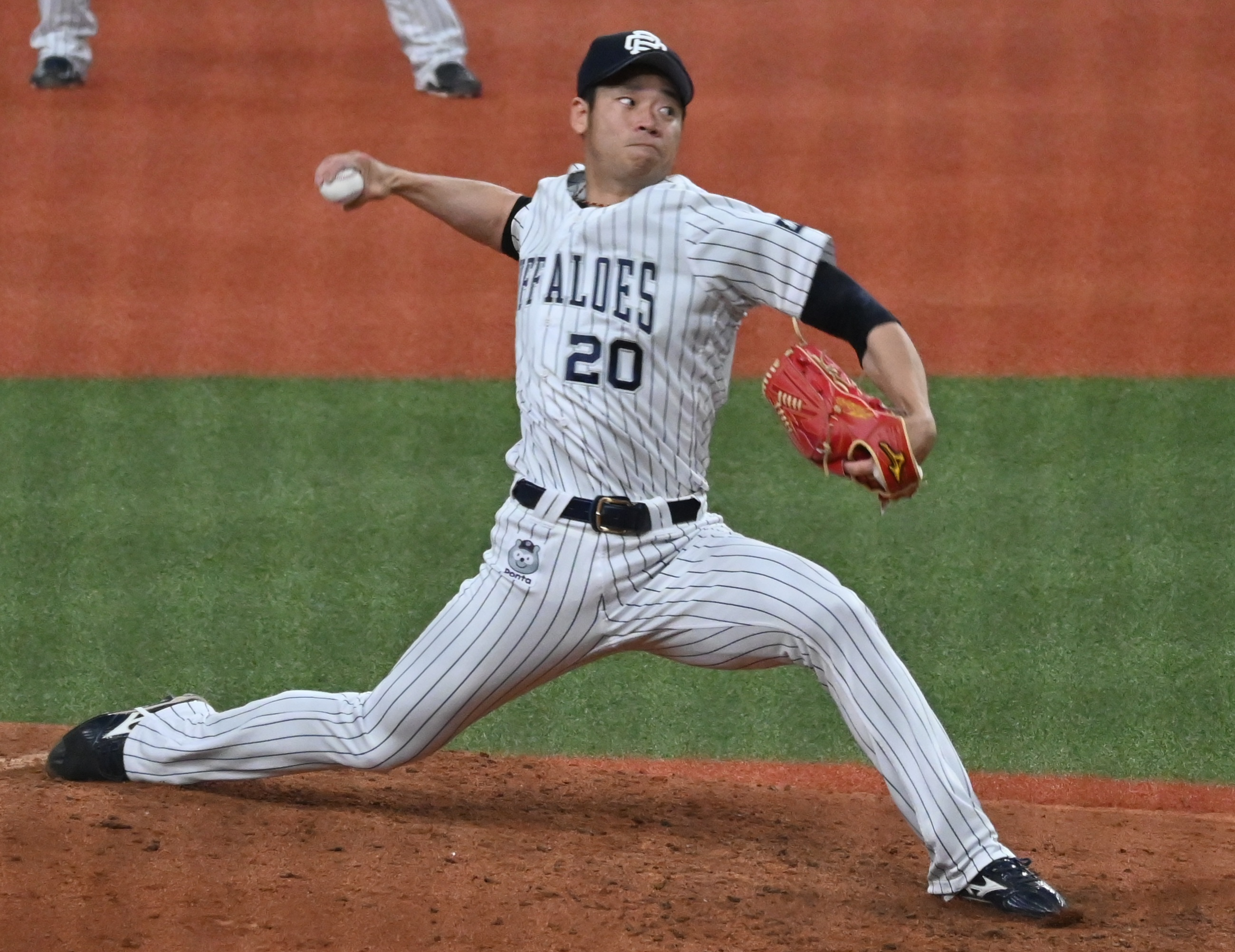
オリックス時代
（2022年5月8日 京セラドーム大阪）

2016年は春季キャンプを二軍でスタートしたが、2月下旬に一軍へ昇格すると、吉田一将と山田修義が故障離脱中などのチーム事情もあって、開幕ローテーション候補として先発機会が与えられた。オープン戦で結果を残すと、開幕ローテーション入りを果たし、開幕2試合目の埼玉西武ライオンズ戦でプロ初登板初先発。しかし、右肩に違和感を覚え、3イニングを投げ終えたところで降板となり、3月27日に出場選手登録を抹消された。精密検査の結果、右肩腱板炎と診断され、実戦復帰までは1か月を要する見込みであることが翌28日に球団から発表された。しかし、1か月以上経っても復帰の目処が立たず、実戦復帰は8月30日の二軍戦であった。ルーキーイヤーの一軍登板は前述の1試合のみに終わり、シーズン終了後にはフェニックスリーグへ参加し、中継ぎとして6試合・7イニングを無失点に抑えた。オフに240万円減となる推定年俸960万円で契約を更改した。なお、この年の7月に近藤一樹がトレードで東京ヤクルトスワローズへ移籍したことにより、報道上の表記およびスコアボード上の表記が「近藤」となった。
2017年は春季キャンプを一軍でスタートし、開幕ローテーション入りを目指していたものの、オープン戦では結果を残せなかった。また、開幕前には右肩の違和感を訴えて離脱。5月20日にリリーフとして出場選手登録されると、同26日の千葉ロッテマリーンズ戦でプロ初ホールド、6月2日の読売ジャイアンツ戦ではプロ初セーブを記録。その後はセットアッパーを任されるようになり、8月10日の西武戦でプロ初勝利を挙げるなど、シーズン終了までその役割を全うした。この年はチーム2位タイの55試合に登板して1勝1敗1セーブ・防御率3.07、チームトップタイの25ホールドを記録。オフの11月16日から開催された第1回アジア プロ野球チャンピオンシップの日本代表に選出され、同大会では2試合に登板した。12月4日に行った契約更改交渉では、2540万円増となる推定年俸3500万円でサインした。
2018年は開幕を一軍で迎えるも、調子が上がらず、4月23日に出場選手登録を抹消された。5月3日に出場選手登録されて以降は2度の登録抹消と再登録がありながらも、この年は52試合に登板。吉田一将と山本由伸がセットアッパーを担っていたこともあり、ホールド機会は少なく、3勝3敗9ホールド・防御率3.33という成績であった。オフの11月30日に行った契約更改交渉では「金額にこだわりはない。中継ぎをどう評価していただいているのか確認したかった。勝ち試合で投げなければ評価されない、となるとモチベーションが湧かなくなる。ちょっと時間が足りなかった」とリリーフの評価についての話し合いがまとまらず、保留。12月12日に行った2度目の契約更改交渉では、350万円増となる推定年俸3850万円でサインした。
2019年も開幕を一軍で迎えたが、4月28日の西武戦では一死しか奪えずに4四球を与えて降板し、試合中に強制帰宅・二軍降格が決定した。5月15日に一軍へ再昇格すると、8回のセットアッパーを務めたが、交流戦後半に救援失敗が目立ち、6月26日に出場選手登録を抹消された。7月6日に再登録されると、7回のセットアッパーを務めたが、9月に入ってからの3登板のうち2試合で失点と調子を落とし、9月9日の試合前練習では打球が顔面に直撃し、鼻骨骨折で翌10日に登録抹消となり、シーズンを終えた。この年は好不調の波が激しかったものの、52試合の登板で4勝6敗1セーブ・防御率3.44、チームトップタイの22ホールドを記録。オフに1150万円増となる推定年俸5000万円で契約を更改した。
2020年は春季キャンプを一軍でスタートするも、2月下旬に右肘を痛めて離脱。新型コロナウイルスの影響で開幕が6月19日に延期されたが、実戦復帰は同24日の二軍戦であった。その後は右肘の状態が良化せず、二軍では2試合に登板したのみで9月10日にトミー・ジョン手術を受けた。オフに球団と育成選手契約を締結。推定年俸は1250万円減となる3750万円、背番号は124となった。
2021年シーズンは全休となり、10月20日に球団から戦力外通告を受けた。12月9日にオリックスと再び育成選手契約を締結。推定年俸は950万円減となる2800万円、背番号は変わらず124となった。
2022年3月29日、母校である大阪商業大学とのプロアマ交流戦で1年9か月ぶりの実戦登板を果たした。その後も二軍で実戦登板を重ね、ウエスタン・リーグでは8試合に登板して無失点。連投テストもクリアするなど、順調な回復を見せると、4月24日に支配下登録となった。背番号は20。4月26日に出場選手登録となり、同28日の北海道日本ハムファイターズ戦で964日ぶりとなる一軍復帰登板を果たし、同30日の西武戦では自己最速の154km/hを計測。さらには勝利投手となり、初のお立ち台に上がった。その後は7月に10日間の二軍再調整期間がありながらも、一軍のブルペンを支えていたが、8月28日に実施したスクリーニング検査にて新型コロナウイルス陽性が判明し、翌29日に特例2022により登録抹消。離脱後のレギュラーシーズンでの一軍登板は無かったものの、この年は32試合の登板で1勝4敗15ホールド2セーブ・防御率2.10を記録し、チームのリーグ連覇に貢献。東京ヤクルトスワローズとの日本シリーズで一軍復帰を果たすと、7試合中3試合に登板し、チーム26年ぶりとなる日本一にも貢献した。オフに1400万円増となる推定年俸4200万円で契約を更改した。
2023年は4年ぶりに開幕を一軍で迎えたが、4月28日のロッテ戦では同点の延長10回表に登板するも、1安打2四球で満塁とし、犠飛を打たれて敗戦投手。7試合の登板で0勝1敗・防御率4.91という成績で翌29日に出場選手登録を抹消された。6月3日に再登録されるも、2試合に登板したのみで同8日に登録抹消。9月6日に再登録され、同日の西武戦では1回無失点に抑えたが、その後の登板機会が無いまま、9月24日に出場選手登録を抹消された。同28日に特例2023の代替指名選手として再登録されるも、2試合に登板したのみで10月2日に登録抹消となった。この年は二軍では33試合の登板で1勝0敗6セーブ、防御率1.08と好成績を挙げていたものの、一軍では12試合の登板で0勝1敗、防御率5.11という成績に終わった。

### 巨人時代
2023年11月8日、金銭トレードで読売ジャイアンツへ移籍することが発表された。背番号は30。推定年俸は前年と変わらず4200万円。16日に入団会見が行われ、勝ちパターンの役割を期待された。
2024年は、二軍では44試合に登板し3勝2敗3セーブを記録したが、一軍での登板なしでシーズンを終えた。11月21日、700万円減となる推定年俸3500万円で契約を更改した。
2025年は「今年あかんかったら引退する」と覚悟を持ってキャンプに臨んだ。しかし3月13日の福岡ソフトバンクホークスとのオープン戦で7回に登板するも、投球練習中に右腕を負傷。志願して続投したが、先頭のジーター・ダウンズへ1球投げたところで緊急降板した。検査の結果、手術の必要はないものの、全治2か月と診断された。

## 選手としての特徴・人物
身体を目一杯使って投げるダイナミックな投球フォームから投げ込まれるキャッチャーミットに突き刺さるようなストレートが最大の武器。最速は155km/hを計測し、回転数もプロ野球選手平均を大きく上回っている。
変化球はカットボール・スラーブ・フォーク・スライダー・パームを投じる。
愛称は「こんちゃん」、「たいちゃん」。
出身は大阪ではあるが家族の影響で幼少期から大の巨人ファンであり、江川卓の球質に憧れ、動画でフォームを研究しているという。

## 詳細情報

### 年度別投手成績
| 年 度     | 球 団      | 登 板 | 先 発 | 完 投 | 完 封 | 無 四 球 | 勝 利 | 敗 戦 | セ 丨 ブ | ホ 丨 ル ド | 勝 率 | 打 者 | 投 球 回 | 被 安 打 | 被 本 塁 打 | 与 四 球 | 敬 遠 | 与 死 球 | 奪 三 振 | 暴 投 | ボ 丨 ク | 失 点 | 自 責 点 | 防 御 率 | W H I P |
| --------- | ---------- | ----- | ----- | ----- | ----- | -------- | ----- | ----- | -------- | ----------- | ----- | ----- | -------- | -------- | ----------- | -------- | ----- | -------- | -------- | ----- | -------- | ----- | -------- | -------- | ------- |
| 2016      | オリックス | 1     | 1     | 0     | 0     | 0        | 0     | 0     | 0        | 0           | .000  | 16    | 3.0      | 4        | 0           | 1        | 0     | 0        | 2        | 0     | 0        | 1     | 0        | 0.00     | 1.67    |
| 2017      | オリックス | 55    | 0     | 0     | 0     | 0        | 1     | 1     | 1        | 25          | .500  | 228   | 55.2     | 42       | 6           | 18       | 0     | 2        | 71       | 1     | 0        | 21    | 19       | 3.07     | 1.08    |
| 2018      | オリックス | 52    | 0     | 0     | 0     | 0        | 3     | 3     | 0        | 9           | .500  | 223   | 54.0     | 34       | 7           | 27       | 4     | 0        | 52       | 0     | 0        | 21    | 20       | 3.33     | 1.13    |
| 2019      | オリックス | 52    | 0     | 0     | 0     | 0        | 4     | 6     | 1        | 22          | .400  | 209   | 49.2     | 39       | 4           | 22       | 3     | 1        | 61       | 3     | 0        | 19    | 19       | 3.44     | 1.23    |
| 2022      | オリックス | 32    | 0     | 0     | 0     | 0        | 1     | 4     | 2        | 15          | .200  | 121   | 30.0     | 25       | 3           | 7        | 1     | 1        | 27       | 1     | 0        | 7     | 7        | 2.10     | 1.07    |
| 2023      | オリックス | 12    | 0     | 0     | 0     | 0        | 0     | 1     | 0        | 0           | .000  | 57    | 12.1     | 12       | 1           | 8        | 0     | 1        | 16       | 0     | 0        | 7     | 7        | 5.11     | 1.62    |
| 通算：6年 | 通算：6年  | 204   | 1     | 0     | 0     | 0        | 9     | 15    | 4        | 71          | .375  | 854   | 204.2    | 156      | 21          | 83       | 8     | 5        | 229      | 5     | 0        | 76    | 72       | 3.17     | 1.17    |

- 2024年度シーズン終了時

### 年度別守備成績
| 年 度 | 球 団      | 投手  | 投手  | 投手  | 投手  | 投手  | 投手     |
| 年 度 | 球 団      | 試 合 | 刺 殺 | 補 殺 | 失 策 | 併 殺 | 守 備 率 |
| ----- | ---------- | ----- | ----- | ----- | ----- | ----- | -------- |
| 2016  | オリックス | 1     | 0     | 0     | 0     | 0     | ----     |
| 2017  | オリックス | 55    | 1     | 8     | 0     | 0     | 1.000    |
| 2018  | オリックス | 52    | 1     | 4     | 0     | 0     | 1.000    |
| 2019  | オリックス | 52    | 1     | 4     | 0     | 0     | 1.000    |
| 2022  | オリックス | 32    | 0     | 4     | 0     | 0     | 1.000    |
| 2023  | オリックス | 12    | 0     | 1     | 0     | 0     | 1.000    |
| 通算  | 通算       | 204   | 3     | 21    | 0     | 0     | 1.000    |

- 2024年度シーズン終了時

### 記録
初記録
- 初登板・初先発登板：2016年3月26日、対埼玉西武ライオンズ2回戦（西武プリンスドーム）、3回1失点（自責点0）で勝敗つかず
- 初奪三振：同上、1回裏に中村剛也から空振り三振
- 初ホールド：2017年5月26日、対千葉ロッテマリーンズ6回戦（ZOZOマリンスタジアム）、7回裏に4番手で救援登板、1回無失点
- 初セーブ：2017年6月2日、対読売ジャイアンツ1回戦（東京ドーム）、11回裏に6番手で救援登板・完了、1回1失点
- 初勝利：2017年8月10日、対埼玉西武ライオンズ17回戦（京セラドーム大阪）、8回表に3番手で救援登板、1回1失点

### 背番号
- 20（2016年[11] - 2020年、2022年4月24日[71] - 2023年）
- 124（2021年[66] - 2022年4月23日）
- 30（2024年[99] - ）

### 代表歴
- 2017 アジア プロ野球チャンピオンシップ 日本代表